# Jezioro Parlińskie (Równina Nowogardzka)
Jezioro Parlińskie – jezioro na Równinie Nowogardzkiej, położone w gminie Stara Dąbrowa, w powiecie stargardzkim, w woj. zachodniopomorskim.
Według danych gminy powierzchnia zbiornika wynosi 24,8 ha, długość 1080 m i szerokość 360 m. Średnia głębokość w jeziorze to 4,0 m, a maksymalna 8,9 m. Objętość wody w zbiorniku wynosi 992,0 tys. m³. Lusto wody jeziora znajduje się na wysokości 55,5 m n.p.m. Długość linii brzegowej akwenu wynosi 2800 m.
Według typologii rybackiej Jezioro Parlińskie jest jeziorem linowo-szczupakowym. 
Zbiornik ma wydłużony kształt o przebiegu południkowym. Tylko od północno-wschodniej strony jeziora rośnie wąski pas lasu. Na zachodnim brzegu leży wieś Parlino. Na północ od Jeziora Parlińskiego (ok. 80 m) znajduje się jezioro Kołki. Na zachód od jeziora biegnie droga wojewódzka nr 106.